# Derya Bayhan
Derya Bayhan (ur. 1 listopada 1996) – turecka zapaśniczka startująca w stylu wolnym. Zajęła szesnaste miejsce na mistrzostwach świata w 2016. Siódma na mistrzostwach Europy w 2016. Brązowa medalistka na akademickich MŚ w 2016, a także igrzysk Solidarności Islamskiej w 2017. Trzecia na ME U-23 w 2016 roku.